# Яновский, Николай Семёнович
Никола́й Семёнович Яно́вский (1829—1913) — калужский губернский предводитель дворянства, член Государственного совета. Тайный советник.

## Биография
Родился 29 октября (10 ноября) 1829 года в семье дворян Калужской губернии. Сын отставного капитана 2-го ранга, директора Калужской гимназии Семёна Ивановича Яновского.
Образование получил в Московском университете. Вступил в службу в 1847 году, писцом I разряда, в Калужский уездный суд, откуда через два года перемещен был на ту же должность в Калужскую казенную палату. В 1851 году определен был помощником калужского уездного казначея, а через два года — чиновником особых поручений Калужской казенной палаты.
Был землевладельцем Калужской губернии (приобретенные 260 десятин, у жены — приобретенные 740 десятин). В 1856—1875 годах состоял секретарём калужского дворянства; в 1865 году был избран членом Калужской уездной земской управы, в 1875 году — Калужским уездным предводителем дворянства и состоял в этой должности почти 4 трёхлетия. С 1881 года избирался также почётным мировым судьёй Калужского уезда.
В 1884 году в четвёртый раз был избран уездным предводителем дворянства на новое трёхлетие, а также кандидатом на должность губернского предводителя. В 1886—1905 годах состоял Калужским губернским предводителем дворянства. Кроме того, с 1890 года был председателем калужского управления Общества Красного Креста и окружного управления Общества спасания на водах. В 1904 году принимал участие в деятельности Особого комитета по усилению военного флота на добровольные пожертвования.
С 15 1883 года —действительный статский советник, с 1 января 1893 года — тайный советник. 
Был избран 13 апреля 1906 года членом Государственного совета от Калужского губернского земского собрания, в 1909 году — переизбран. Входил в правую группу. В 1912 году выбыл из состава Госсовета по окончании срока полномочий. 
Скончался в Калуге 15 (28) мая 1913 года.

## Награды
- Орден Святого Владимира 3-й ст. (1879)
- Орден Святого Станислава 1-й ст. (1886)
- Орден Святой Анны 1-й ст. (1889)
- Орден Святого Владимира 2-й ст. (1896)
- Орден Белого Орла (1899)

## Семья
Был женат на Варваре Егоровне Титовой (08.07.1852—?). Их дети:
- Мария (27.10.1874—?)
- Николай (02.06.1875—?), калужский уездный предводитель дворянства, член Государственной думы от Калужской губернии.
- Александр (29.11.1877—29.03.1912)
- Иван (1884—?)